# 紐約州第五國會選區

选区范围

纽约州第五国会选区（New York's 5th congressional district）是美国纽约州的一个众议员选区，该选区包括洛克威半岛以及皇后區南部诸多街区，更包括了约翰·肯尼迪国际机场。该选区是民主党优势选区。根据人口普查，该选区有822,717名居民，其中白人占10.9%，非裔占49.5%，亚裔占13.6%，拉丁裔占17.4%，8.5%为其他。
自2013年起，本区众议员为格里高利·米克斯。